# Zeja

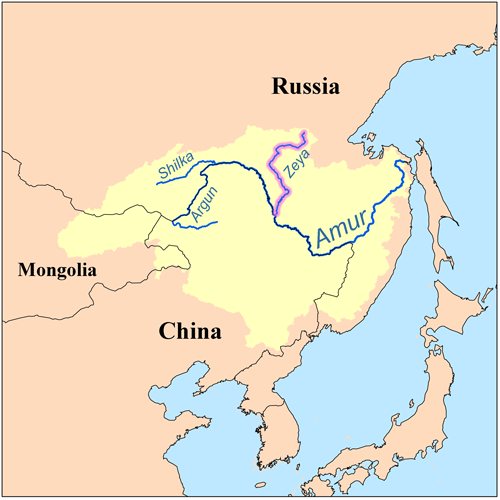
Zeja

Zeja (ryska: Зе́я; manchuiska: Jingkiri bira) är en 1242 kilometer lång flod i Amur oblast i Ryssland och biflod till Amur. Den rinner upp i Tokiysky Stanovik-bergen.
Floden är normala år isbelagd från november till maj. Viktiga hamnar längs Zeja är Zeja, Svobodnyj och Blagovesjtjensk.